# Clausia
Clausia é um género botânico pertencente à família Brassicaceae.